# Affiliate (Rundfunk)
Als Affiliate werden im nordamerikanischen Mediensystem lokale Fernseh- und Radiosender bezeichnet, die vertraglich mit einem der großen Networks (z. B. ABC, NBC, CBS, FOX) verbunden sind.
Im Gegensatz zu deutschen Fernsehsendern, die selbst für die Ausstrahlung ihres Programms sorgen, verbreiten die Networks in den USA ihr Programm größtenteils über Affiliates. Die großen Networks haben jeweils mehrere hundert Affiliates quer durch das Land, besitzen selbst aber nur wenige eigene Sender, da auf Grund von staatlichen Auflagen keine Gesellschaft mit ihren eigenen Sendern mehr als ein Drittel der potenziellen Empfänger abdecken darf.
Auch im Hörfunkbereich gibt es das System der Affiliates, z. B. NPR, Air America Radio, CBS Radio Network, Pacifica Radio Network, ESPN Radio.
Ein Affiliate sendet zu bestimmten Zeiten das von seinem Network angelieferte Mantelprogramm (z. B. Serien, Weltnachrichten, Talksendungen) und füllt die restliche Sendezeit mit eigenproduzierten Sendungen (z. B. Lokalnachrichten, Lokalsport und Ähnliches mit lokalem Bezug) oder so genannte syndizierte Programme.

## O&O-Stationen
Von den Affiliates zu unterscheiden sind – streng genommen – die „O&O“-Stations (owned and operated), also regionale Sender, die sich in Besitz von einem der Networks befinden und ebenfalls von diesen betrieben werden. Von einer tendenziell höheren Übernahmerate abgesehen, funktionieren sie aber prinzipiell genauso wie die eigentlichen Affiliates. Bekannte Beispiele dafür sind: WABC, WCBS, WNBC und WPBS in New York sowie KABC, KCBS, KNBC und KPBS in Los Angeles.